# Stephan Froleyks
Stephan Froleyks (* 13. Mai 1962 in Kleve) ist ein deutscher Komponist, Improvisationsmusiker, Hochschullehrer und Dekan der Musikhochschule Münster.

## Leben und Wirken
Froleyks studierte an der Musikhochschule Hannover Tuba, Schlagzeug und Tonsatz und legte an der Musikhochschule Essen sein Konzertexamen ab. Er unterrichtet – seit 2000 als Professor – Schlagzeug und Perkussion an der Musikhochschule Münster, deren Dekan er seit Oktober 2020 ist.
Als Soloschlagzeuger führt Froleyks neben eigenen Werken zeitgenössische Komponisten wie John Cage, Morton Feldman, Iannis Xenakis und Helmut Lachenmann auf. Daneben trat er als Improvisationsmusiker u. a. mit Jaap Blonk, Phil Minton, Paulo Álvares, Amanda Stewart, Robyn Schulkowsky, Barry Guy, Maria Kliegel, Daniel Ott, Mike Svoboda und im Duo mit Tara Bouman auf und ist Schlagzeuger des Ensemble WIREWORKS.
Häufig tritt Froleyks als Improvisator mit selbsterfundenen Instrumenten wie der Flötenmaschine, dem Messertisch, der Saitenwanne und der geschweiften Tuba auf, für die er auch Kompositionen schreibt. Er komponierte Auftragswerke für die Expo 2000, die Donaueschinger Musiktage, den WDR, die Stadt Münster und das ensemble exvoco. Daneben verfasste er Hörstücke, Schauspielmusiken und multimediale Arbeiten (u. a. für das Niedersächsische Staatstheater Hannover, das Deutsche Theater Göttingen und das Landestheater Tübingen) und schuf verschiedene Klanginstallationen.
Froleyks lebt in Bedburg-Hau.

## Auszeichnungen
- 1991: Förderpreis des Landes Nordrhein-Westfalen für Musik